# Дам'єн Гупер
Дам'єн Гупер (англ. Damien Hooper; 5 лютого 1992) — австралійський професійний боксер, чемпіон літніх юнацьких Олімпійських ігор 2010.

## Аматорська кар'єра
2010 року завоював срібну медаль на молодіжному чемпіонаті світу, програвши у фіналі Джо Ворду (Ірландія), а потім на перших юнацьких Олімпійських іграх став чемпіоном, здобувши перемоги над тим же Вордом, Золтаном Харча (Угорщина) і Хуаном Карлос Каррільйо (Колумбія).
На чемпіонаті світу 2011 здобув дві перемоги, а у чвертьфіналі програв Хуліо Сезар Ла Крузу (Куба).
На Олімпійських іграх 2012 переміг Маркуса Брауна (США) і програв Єгору Мехонцеву (Росія).

## Професіональна кар'єра
20 квітня 2013 року дебютував на професійному рингу. Впродовж 2013—2018 років провів п'ятнадцять боїв, в яких зазнав лише однієї поразки.